# إيفان أو. جونز
إيفان أو. جونز هو قاضي صلح ‏ وسياسي أمريكي، (و. 1830  م). نشط حزبياً في الحزب الجمهوري. وقد انتخب عضو جمعية ولاية ويسكونسن ‏.